# Oratorio di San Giuseppe al Ponte
L'oratorio di San Giuseppe al Ponte era una chiesa di Pontedera.
Oggi rimangono solo i resti di questa chiesa seicentesca, posta sulla salita del ponte napoleonico.
L'oratorio è composto da un'aula centrale, con un altare tardo-barocco, e da una cappella sul lato est, insieme ad una piccola sacrestia. Sono sopravvissute solo le mura laterali ed il soffitto della piccola cappellina, intitolata alla Madonna del divino aiuto. I tetti vennero danneggiati gravemente durante l'ultima guerra mondiale, a seguito degli intensi cannoneggiamenti subiti nell'estate del 1944. Nel corso degli ultimi decenni le intemperie e l'incuria hanno fatto cadere ciò che restava della copertura.
Nel 2007 la porta in legno è stata sostituita con una vetrata ed è ora possibile osservare l'interno della vecchia chiesa. Per l'occasione sono stati collocati al suo interno alcune opere dello scultore Nado Canuti.